# Kudalur, Chamarajanagar
Kudalur là một làng thuộc tehsil Chamarajanagar, huyện Chamarajanagar, bang Karnataka, Ấn Độ.